# Omicidio di Germana Stefanini
L'omicidio di Germana Stefanini venne commesso il 28 gennaio 1983 a Roma dall'organizzazione terroristica delle Brigate Rosse, ai danni di Germana Stefanini — nata a Roma il 9 luglio 1926 — vigilatrice penitenziaria del carcere di Rebibbia.

## Storia
Agli inizi degli anni ottanta, la lotta delle Brigate rosse e delle altre organizzazioni fiancheggiatrici si allargò all'area delle carceri italiane, a causa della presenza in queste di numerosi terroristi detenuti. A Roma le azioni iniziarono il 3 dicembre 1982 con il ferimento del medico del carcere di Rebibbia Giuseppina Galfo.
Il 28 gennaio 1983 una cellula romana delle Brigate Rosse, inizialmente denominatasi Nuclei per il potere del proletario armato, rapì Germana Stefanini, di 56 anni, vigilatrice del reparto femminile, e la sottopose a un 'processo' da parte del "tribunale rivoluzionario" nel suo appartamento al quartiere romano del Prenestino, per estorcerle informazioni sull'organizzazione carceraria.
Il suo interrogatorio venne registrato su audiocassette, rinvenute successivamente durante le indagini della polizia. Il processo si concluse con la condanna a morte della donna, motivata dalla sua «funzione repressiva … a spese dei prigionieri proletari comunisti», ed eseguita con un colpo di pistola alla nuca. Il suo corpo fu rinvenuto quella sera stessa nel bagagliaio di una Fiat 131 parcheggiata in una strada del Tiburtino.

## Reazioni politiche e sociali
Fu oggetto di più interpellanze parlamentari sulle condizioni della gestione delle carceri e sulla sicurezza del corpo di vigilanza carceraria.

## Processo
Per l'omicidio, l'11 aprile 1987 la corte d'assise d'appello di Roma condannò all'ergastolo Francesco Donati, Carlo Garavaglia e Barbara Fabrizi.
Donati, facente parte della terza generazione delle Brigate Rosse, sarà coinvolto successivamente anche nelle indagini sull'omicidio D'Antona avvenuto 16 anni dopo a opera delle Nuove Brigate Rosse.

## Commemorazioni
- Il 7 novembre 2007, durante la festa della polizia penitenziaria le è stata attribuita la medaglia d'oro al valor civile[6] alla memoria.
- Il 4 luglio 2012 Roma Capitale intitolò a Germana Stefanini una strada in zona Tomba di Nerone, tra via dei Due Ponti e via di Grottarossa.
- Radio 24 nella ricorrenza dei 40 anni ha pubblicato un podcast dal titolo "Zitta e buona. Germana Stefanini e le donne vittime del terrorismo rosso" curato da Elisabetta Fusconi.